# Nati nel 1939/Dicembre
| Questa pagina contiene informazioni ricavate automaticamente dalle voci biografiche con l'ausilio del template Bio e di un bot. L'aggiornamento è periodico e automatico e ricostruisce completamente la pagina. Se manca una persona in questa lista, sei pregato di non aggiungerla, ma accertati piuttosto che la sua voce biografica contenga il template Bio e che i dati anagrafici siano correttamente compilati. Se il template Bio manca, inseriscilo tu stesso o, in alternativa, metti l'avviso {{tmp\|Bio}} che ne segnala la mancanza. Se i dati riportati sono sbagliati, correggi direttamente la voce biografica; le modifiche saranno visibili in questa lista entro pochi giorni. Per chiarimenti vedi il progetto biografie. La lista contiene solo le 202 persone che sono citate nell'enciclopedia e per le quali è stato implementato correttamente il template Bio. Pagina aggiornata al 10 ago 2025. |

- 1º dicembre - Néstor García Canclini, antropologo argentino
- 1º dicembre - Sergio Lombardo, artista italiano
- 1º dicembre - Giovanni Mazzonetto, politico italiano
- 1º dicembre - Antonio Prete, francesista, critico letterario e poeta italiano
- 1º dicembre - Walt Simon, cestista statunitense († 1997)
- 1º dicembre - Lee Trevino, ex golfista statunitense
- 1º dicembre - João Batista de Andrade, regista e sceneggiatore brasiliano
- 2 dicembre - Werner Bickelhaupt, allenatore di calcio tedesco
- 2 dicembre - Harry Reid, politico statunitense († 2021)
- 2 dicembre - Humphrey Richard Tonkin, esperantista e letterato britannico
- 2 dicembre - Joseph Wilson, ex calciatore ghanese
- 2 dicembre - Jean-Marie Élise, ex calciatore francese
- 3 dicembre - Don Calfa, attore statunitense († 2016)
- 3 dicembre - Lee Israel, scrittrice e falsaria statunitense († 2014)
- 3 dicembre - James Manclark, ex slittinista britannico
- 3 dicembre - Joan Francesc Mira i Casterà, scrittore, antropologo e sociologo spagnolo
- 3 dicembre - Luigi Sileoni, politico italiano († 2012)
- 4 dicembre - Joan Brady, scrittrice e ballerina statunitense († 2024)
- 4 dicembre - Gianstefano Frigerio, politico italiano
- 4 dicembre - Jimmy Hunt, attore statunitense († 2025)
- 4 dicembre - Étienne Mourrut, politico francese († 2014)
- 5 dicembre - John Berendt, scrittore e giornalista statunitense
- 5 dicembre - Ricardo Bofill, architetto e urbanista spagnolo († 2022)
- 5 dicembre - Kōnstantinos Droutsas, politico greco
- 5 dicembre - Konstantinos Plevris, politico greco
- 6 dicembre - Steve Alaimo, cantante statunitense († 2024)
- 6 dicembre - Klaus Balkenhol, cavaliere tedesco
- 6 dicembre - Franco Carraro, dirigente sportivo, politico e ex sciatore nautico italiano
- 6 dicembre - Ron Crawford, pallanuotista e allenatore di pallanuoto statunitense († 2015)
- 6 dicembre - Satsvarupa dasa Goswami, mistico statunitense
- 6 dicembre - Avraham Kalmi, calciatore israeliano († 2014)
- 6 dicembre - Nicolás Nieri, calciatore peruviano († 2017)
- 6 dicembre - Alessandra Riccio, ispanista, saggista e traduttrice italiana († 2023)
- 6 dicembre - Giorgio Rumignani, allenatore di calcio e ex calciatore italiano
- 6 dicembre - Tomáš Svoboda, compositore e pianista cecoslovacco († 2022)
- 7 dicembre - Gerrit Borghuis, calciatore olandese († 2022)
- 7 dicembre - Michael H. Crawford, storico e numismatico britannico
- 7 dicembre - Antonino Mannino, politico italiano († 2022)
- 7 dicembre - Gary Phillips, cestista statunitense († 2025)
- 7 dicembre - Angelo Staniscia, politico italiano
- 7 dicembre - Ian Ure, ex calciatore e allenatore di calcio scozzese
- 8 dicembre - Zvezdan Čebinac, allenatore di calcio e calciatore jugoslavo († 2012)
- 8 dicembre - Graciela Daniele, coreografa, regista teatrale e ballerina argentina
- 8 dicembre - James Galway, flautista irlandese
- 8 dicembre - Furio Gubetti, politico italiano
- 8 dicembre - Fahrudin Jusufi, calciatore e allenatore di calcio jugoslavo († 2019)
- 8 dicembre - Dariush Mehrjui, regista, sceneggiatore e produttore cinematografico iraniano († 2023)
- 8 dicembre - Lidia Pera, annunciatrice televisiva e scultrice italiana († 2024)
- 8 dicembre - Lucio Soravito De Franceschi, vescovo cattolico italiano († 2019)
- 8 dicembre - Jurij Šikunov, calciatore e allenatore di calcio sovietico († 2021)
- 9 dicembre - Gerardo De Prisco, politico italiano
- 9 dicembre - Claudio Grisancich, poeta, saggista e sceneggiatore italiano
- 9 dicembre - Giovanni Scanavino, vescovo cattolico italiano
- 9 dicembre - Virginia Vestoff, attrice statunitense († 1982)
- 10 dicembre - Dick Bavetta, ex arbitro di pallacanestro statunitense
- 10 dicembre - David Burnside, allenatore di calcio e calciatore inglese († 2009)
- 10 dicembre - Barry Cunliffe, archeologo britannico
- 10 dicembre - Gernot Fraydl, allenatore di calcio e ex calciatore austriaco
- 10 dicembre - Andrei Igorov, canoista rumeno († 2011)
- 10 dicembre - Jaroslav Jiřík, hockeista su ghiaccio cecoslovacco († 2011)
- 10 dicembre - Giovanni Meregalli, ex calciatore e allenatore di calcio italiano
- 10 dicembre - Enrico Mistretta, editore, diplomatico e funzionario italiano
- 10 dicembre - Paolo Peruzza, politico italiano († 2022)
- 10 dicembre - Régine Robin, storica, romanziera e traduttrice canadese († 2021)
- 10 dicembre - Pat Rowe, ex cestista australiana
- 10 dicembre - Oleg Stepanov, judoka sovietico († 2010)
- 10 dicembre - Aleksandr Vladimirovič Surin, regista sovietico († 2015)
- 10 dicembre - András Szente, canoista ungherese († 2012)
- 11 dicembre - Jerry Butler, cantante, musicista e politico statunitense († 2025)
- 11 dicembre - Alberto Da Rin, ex hockeista su ghiaccio italiano
- 11 dicembre - Tom Hayden, attivista, politico e saggista statunitense († 2016)
- 11 dicembre - Bevo Nordmann, cestista e allenatore di pallacanestro statunitense († 2015)
- 12 dicembre - Vincenzo Aquilanti, chimico italiano
- 12 dicembre - Henri Bresc, storico francese
- 12 dicembre - Giancarlo Cimoli, dirigente d'azienda e dirigente pubblico italiano
- 12 dicembre - Michael Gazzaniga, psicologo e neuroscienziato statunitense
- 12 dicembre - Des Horne, calciatore sudafricano († 2015)
- 12 dicembre - David Kolb, educatore e pedagogista statunitense
- 12 dicembre - Armando Miranda, calciatore brasiliano († 1980)
- 12 dicembre - Dezső Molnár, ex calciatore ungherese
- 12 dicembre - Birger Tingstad, calciatore norvegese († 2012)
- 12 dicembre - Garner Tullis, scultore e pittore statunitense († 2019)
- 13 dicembre - Lucio Calonga, calciatore paraguaiano († 2007)
- 13 dicembre - Michelle Duff, pilota motociclistica canadese († 2025)
- 13 dicembre - Eric Flynn, attore britannico († 2002)
- 13 dicembre - Rudolf Flögel, ex calciatore austriaco
- 13 dicembre - Margrit Gertsch, ex sciatrice alpina svizzera
- 13 dicembre - Robert Hosp, calciatore svizzero († 2021)
- 13 dicembre - Mauro Mingardi, regista cinematografico italiano († 2009)
- 13 dicembre - Akiko Wakabayashi, attrice giapponese
- 14 dicembre - Stephen Cook, informatico e matematico statunitense
- 14 dicembre - Arthur Cox, allenatore di calcio inglese
- 14 dicembre - Ernie Davis, giocatore di football americano statunitense († 1963)
- 14 dicembre - Terry Doran, manager britannico († 2020)
- 14 dicembre - Ferdinand Fellmann, filosofo tedesco († 2019)
- 14 dicembre - Enrico Olivieri, attore italiano († 2022)
- 14 dicembre - Alessandra Panaro, attrice italiana († 2019)
- 14 dicembre - Vittorio Russo, scrittore italiano
- 14 dicembre - Ivan Vucov, calciatore e allenatore di calcio bulgaro († 2019)
- 15 dicembre - Bruno Baveni, dirigente sportivo, allenatore di calcio e ex calciatore italiano
- 15 dicembre - Cindy Birdsong, cantante statunitense
- 15 dicembre - Dave Clark, musicista, compositore e produttore discografico britannico
- 15 dicembre - Renzo Muratore, politico italiano
- 15 dicembre - Lorena Velázquez, attrice messicana († 2024)
- 15 dicembre - Rokuzaemon Yoshida, politico giapponese
- 16 dicembre - Charlie Bowerman, cestista statunitense († 2023)
- 16 dicembre - Wayne Connelly, ex hockeista su ghiaccio canadese
- 16 dicembre - Philip Langridge, tenore inglese († 2010)
- 16 dicembre - Barney McKenna, musicista irlandese († 2012)
- 16 dicembre - Marina Pagano, cantante e attrice italiana († 1990)
- 17 dicembre - James Booker, pianista, compositore e tastierista statunitense († 1983)
- 17 dicembre - Werner Eck, storico e epigrafista tedesco
- 17 dicembre - Eddie Kendricks, cantautore statunitense († 1992)
- 17 dicembre - Joe Kirkup, ex calciatore inglese
- 17 dicembre - Jack Kramer, calciatore norvegese († 2020)
- 17 dicembre - Angelo Tiraboschi, politico italiano
- 18 dicembre - Gerardo Bamonte, storico e scrittore italiano († 2008)
- 18 dicembre - Sandro Lopopolo, pugile italiano († 2014)
- 18 dicembre - Michael Moorcock, scrittore britannico
- 18 dicembre - Aldo Rescio, psicanalista e poeta italiano († 2005)
- 18 dicembre - Harold Varmus, medico statunitense
- 18 dicembre - Edward Wright, scrittore e giornalista statunitense († 2015)
- 19 dicembre - Philippe Adrien, regista teatrale, sceneggiatore e scrittore francese († 2021)
- 19 dicembre - Franco Imposimato, sindacalista italiano († 1983)
- 19 dicembre - Daria Minucci, politica italiana
- 19 dicembre - Rosa Salhuana, cestista peruviana († 2023)
- 19 dicembre - Jörg Wunderlich, aracnologo, paleontologo e biologo tedesco
- 20 dicembre - Gigi Angelillo, attore, doppiatore e regista teatrale italiano († 2015)
- 20 dicembre - Daniel Eon, calciatore francese († 2021)
- 20 dicembre - Kathryn Joosten, attrice statunitense († 2012)
- 20 dicembre - Kim Weston, cantante statunitense
- 20 dicembre - Giuliano Zincone, giornalista e scrittore italiano († 2013)
- 21 dicembre - Giuliano Bernardi, tenore italiano († 1977)
- 21 dicembre - Roy Cheetham, calciatore inglese († 2019)
- 21 dicembre - Alan Anderson, calciatore scozzese († 2022)
- 21 dicembre - Giorgio Fogar, ex calciatore italiano
- 21 dicembre - Giuseppe Forti, astronomo italiano († 2007)
- 21 dicembre - Marcos Locatelli, allenatore di calcio e calciatore argentino († 2010)
- 21 dicembre - Franco Micalizzi, compositore, direttore d'orchestra e musicista italiano
- 21 dicembre - Victor Van Schil, ciclista su strada belga († 2009)
- 21 dicembre - Carlos do Carmo, cantante portoghese († 2021)
- 22 dicembre - Valentin Afonin, allenatore di calcio e calciatore sovietico († 2021)
- 22 dicembre - Romano Malaspina, attore e doppiatore italiano
- 22 dicembre - Lucio Paternò, fisico e astronomo italiano († 2017)
- 23 dicembre - Giacomo Aimoni, saltatore con gli sci italiano
- 23 dicembre - Giovanni Burlando, pilota motociclistico italiano († 2017)
- 23 dicembre - Luca Giurato, giornalista e conduttore televisivo italiano († 2024)
- 23 dicembre - Marzio Strassoldo, politico e economista italiano († 2017)
- 24 dicembre - Dean Corll, serial killer statunitense († 1973)
- 24 dicembre - Natalino Gatti, politico italiano
- 24 dicembre - Jan Rodvang, calciatore e allenatore di calcio norvegese († 2020)
- 25 dicembre - Don Alias, percussionista e batterista statunitense († 2006)
- 25 dicembre - Belcaïd Allal, ex cestista marocchino
- 25 dicembre - Jesús Aranzabal, ciclista su strada spagnolo († 2023)
- 25 dicembre - Bob James, pianista, arrangiatore e compositore statunitense
- 26 dicembre - Domenico Chiloiro, pugile italiano († 2016)
- 26 dicembre - Giacomo Fornoni, ciclista su strada e pistard italiano († 2016)
- 26 dicembre - Lynn Morley Martin, politica e dirigente d'azienda statunitense
- 26 dicembre - Benedito Cícero Tortelli, ex cestista brasiliano
- 26 dicembre - Fred Schepisi, regista e sceneggiatore australiano
- 26 dicembre - Phil Spector, produttore discografico, compositore e cantante statunitense († 2021)
- 27 dicembre - John Amos, attore statunitense († 2024)
- 27 dicembre - Giovanni Duni, giurista italiano
- 27 dicembre - Michael Gahr, attore e doppiatore tedesco († 2010)
- 27 dicembre - Olav Jordet, ex biatleta norvegese
- 27 dicembre - Mel Nowell, ex cestista statunitense
- 27 dicembre - Leo Pantaleo, regista e attore italiano († 2017)
- 27 dicembre - Andrew Parker Bowles, ex ufficiale britannico
- 27 dicembre - Vincenzo Traspedini, calciatore italiano († 2003)
- 28 dicembre - Conny Andersson, ex pilota automobilistico svedese
- 28 dicembre - Philip Anschutz, dirigente sportivo statunitense
- 28 dicembre - Pietro Calogero, magistrato italiano
- 28 dicembre - Raffaele Cananzi, politico italiano
- 28 dicembre - Laura Cretara, medaglista e scultrice italiana
- 28 dicembre - Giuseppe Fezzardi, ex ciclista su strada italiano
- 28 dicembre - Yehoram Gaon, cantante, attore e attivista israeliano
- 28 dicembre - Michael Hinz, attore tedesco († 2008)
- 28 dicembre - Jake Holmes, cantautore e chitarrista statunitense
- 28 dicembre - Tullio Innocenti, politico italiano († 1994)
- 28 dicembre - Frank McLintock, ex calciatore e allenatore di calcio scozzese
- 28 dicembre - Gian Piero Vigna, politico italiano
- 29 dicembre - Maria Clementina Anuarite Nengapeta, religiosa della Repubblica Democratica del Congo († 1964)
- 29 dicembre - Ed Bruce, cantautore e attore statunitense († 2021)
- 29 dicembre - Giancarlo Guerrini, pallanuotista italiano († 2025)
- 29 dicembre - Helmut Kelleners, ex pilota automobilistico tedesco
- 29 dicembre - Jürgen Kluge, ex pallanuotista tedesco orientale
- 29 dicembre - Eugenio Mayer, fondista italiano († 2015)
- 29 dicembre - Carlo Novelli, pittore e scultore italiano († 2010)
- 29 dicembre - Birgitta Wängberg, ex nuotatrice svedese
- 30 dicembre - Silvano Bietolini, fantino italiano
- 30 dicembre - János Kajdi, pugile ungherese († 1992)
- 30 dicembre - Attila Kovács, schermidore ungherese († 2010)
- 30 dicembre - Aleksej Loktev, attore sovietico († 2006)
- 30 dicembre - Felix Pappalardi, cantante, bassista e produttore discografico statunitense († 1983)
- 30 dicembre - Viola Wills, cantante statunitense († 2009)
- 30 dicembre - Antonio del Hoyo, avvocato e dirigente sportivo spagnolo († 2014)
- 31 dicembre - Salvatore Biasco, economista e politico italiano († 2022)
- 31 dicembre - Peter Camejo, attivista e politico statunitense († 2008)
- 31 dicembre - Herbert Finken, calciatore tedesco († 2024)
- 31 dicembre - Po-Chih Leong, regista inglese
- 31 dicembre - Ali Nasir Muhammad, politico yemenita
- 31 dicembre - Willye White, lunghista e velocista statunitense († 2007)